# Fjodorow
Fjodorow / Fedorow bzw. die weibliche Form Fjodorowa / Fedorowa ist ein russischer Familienname.

## Namensträger
- Aglaja Arturowna Fjodorowa (* 2004), russische Tennisspielerin
- Alexander Petrowitsch Fjodorow (1872–1920), russischer Raketenforscher
- Alexei Dmitrijewitsch Fjodorow (* 1972), weißrussischer Schachmeister, siehe Aljaksej Fjodarau
- Alexei Fjodorowitsch Fjodorow (1901–1989), sowjetischer Militär und Politiker
- Alexei Leonidowitsch Fjodorow (* 1991), russischer Dreispringer
- Alina Fjodorowa (* 1989), ukrainische Siebenkämpferin
- Andre Fedorow (* 1973), deutscher Musiker, Produzent und Songwriter
- Andrei Alexandrowitsch Fjodorow (1909–1987), sowjetischer Botaniker
- Andrei Wenediktowitsch Fjodorow (1906–1997), russischer Übersetzungswissenschaftler
- Anna Fedorova (* 1990), ukrainische Pianistin
- Boris Grigorjewitsch Fjodorow (1958–2008), russischer Politiker
- Dmitri Dmitrijewitsch Fjodorow († 1922), sowjetischer Flugzeugkonstrukteur
- Fjodor Wiktorowitsch Fjodorow (* 1981), russischer Eishockeyspieler
- Georgi Fjodorow (* 1926), sowjetischer Kugelstoßer
- Irina Konstantinowna Fjodorowa (1931–2010), sowjetisch-russische Historikerin und Ethnographin
- Iwan Fjodorow (1510–1583), russischer Buchdrucker
- Iwan Fjodorow (Seefahrer) († 1733), russischer Seefahrer
- Iwan Fedorow (* 1988), ukrainischer Politiker
- Iwan Jewgrafowitsch Fjodorow (1914–2011), sowjetischer Militärflieger
- Jewgeni Alexejewitsch Fjodorow (* 1963), russischer Politiker
- Jewgeni Jurjewitsch Fjodorow (* 1980), russischer Eishockeyspieler
- Jewgeni Konstantinowitsch Fjodorow (1910–1981), sowjetischer Geophysiker und Polarforscher
- Jewgeni Wassiljewitsch Fedorow (* 2000), kasachischer Radsportler
- Jewgraf Stepanowitsch Fjodorow (1853–1919), russischer Mathematiker, Kristallograph und Mineraloge
- Juri Iwanowitsch Fjodorow (* 1949), russischer Eishockeyspieler
- Leonid Alexandrowitsch Fjodorow (1928–1993), sowjetischer Skispringer
- Leonid Iwanowitsch Fjodorow (1879–1935), russischer Ordensgeistlicher, Bischof der Russisch-Katholischen Kirche
- Lew Alexandrowitsch Fjodorow (1936–2017), russischer Chemiker
- Lorenz Fjodorow (* 1927), deutscher Maler
- Marija Alexejewna Fjodorowa (1859–1934), russische bzw. finnische Malerin
- Michail Petrowitsch Fjodorow (* 1945), russischer Hydrotechniker
- Mychajlo Fedorow (* 1991), ukrainischer Unternehmer und Minister
- Nikolai Fjodorowitsch Fjodorow (1829–1903), russischer Philosoph
- Nikolai Timonowitsch Fjodorow (* 1946), russischer Schriftsteller
- Nikolai Wassiljewitsch Fjodorow (* 1958), russischer Politiker
- Nina Wiktorowna Fjodorowa, Geburtsname von Nina Wiktorowna Baldytschewa (1947–2019), russische Skilangläuferin
- Olena Fedorowa (* 1986), ukrainische Wasserspringerin
- Olga Olegowna Fjodorowa (* 1983), russische Sprinterin, siehe Olga Olegowna Stulnewa
- Oxana Gennadjewna Fjodorowa (* 1977), russische Fernsehmoderatorin
- Pjotr Petrowitsch Fjodorow (* 1982), russischer Schauspieler und Synchronsprecher
- Sergei Wiktorowitsch Fjodorow (* 1969), russischer Eishockeyspieler
- Serhij Fedorow (* 1975), ukrainischer Fußballspieler
- Sofja Wjatscheslawowna Fjodorowa (* 1998), russische Snowboarderin
- Swetlana Georgijewna Fjodorowa, Ehename von Swetlana Georgijewna Grinberg (* 1944), russische Tischtennisspielerin
- Swjatoslaw Nikolajewitsch Fjodorow (1927–2000), russischer Augenarzt
- Viktor Fjodorow (* 1987), litauischer Politiker (Seimas)
- Walentin Petrowitsch Fjodorow (1939–2021), russischer Politiker und Ökonom
- Waleri Walerjewitsch Fjodorow (* 1974), russischer Politologe
- Wasili Fjodorow (* 1960), litauischer Politiker
- Wassili Fjodorowitsch Fjodorow (1802–1855), russischer Astronom und Universitätsrektor
- Wiktor Dmitrijewitsch Fjodorow (* 1947), russischer Admiral
- Wladimir Alexandrowitsch Fjodorow (* 1946), russischer Polizist und Politiker
- Wladimir Alexejewitsch Fjodorow (1926–1992), sowjetischer Bildhauer
- Wladimir Anatoljewitsch Fjodorow (* 1971), russischer Eiskunstläufer
- Wladimir Anatoljewitsch Fjodorow (Schauspieler) (* 1939), russisch-sowjetischer Schauspieler
- Wladimir Grigorjewitsch Fjodorow (1874–1966), russisch-sowjetischer Generalleutnant und Konstrukteur
- Wladimir Iwanowitsch Fjodorow (1955–1979), sowjetischer Fußballspieler

## Fedorov
- Akademik Fedorov, Schiff

- Oleksij Fedorow (1901–1989), sowjetisch-ukrainischer Anführer der sowjetischen Partisanen

## Fyodorov
- (4371) Fyodorov, nach Swjatoslaw Nikolajewitsch Fjodorow benannter Asteroid